# Clément Imbert
Pour les personnes ayant le même patronyme, voir Imbert.
Pas d'image ? Cliquez ici

a Compétitions nationales et continentales officielles uniquement.

Dernière mise à jour le 19 janvier 2024.
Clément Imbert, né le 28 février 1988, est un joueur de rugby à XV français, qui évolue au poste d'ailier.

## Palmarès
- Équipe de France des moins de 19 ans en 2007
- Sélectionné en stage de l'équipe de France des moins de 20 ans en 2007
- Équipe de France UNSS des moins de 18 ans en 2006